# Alexander Farfán
Alexander Farfán, alias "Gafas, es un exguerrillero colombiano, miembro de las Fuerzas Armadas Revolucionarias de Colombia - Ejército del Pueblo (FARC-EP). Fue uno de los comandantes guerrilleros con la tarea de mantener secuestrada y entregar durante la Operación Jaque a un grupo de secuestrados que las FARC-EP pretendían utilizar para el acuerdo humanitario. Farfán fue capturado el 2 de julio de 2008 por el Ejército  Nacional de Colombia en dicha operación, junto a otro jefe guerrillero, Gerardo Aguilar, alias "César". En dicha operación fue liberada la excandidata Íngrid Betancourt, tres estadounidenses y 11 soldados y policías secuestrados.
El periodista suizo Frederich Blassel, afirmó que el rescate de la Operación Jaque había sido negociado con alias César, y lo acusó de haber recibido supuestamente US$20 millones de dólares. Según Blassel, a alias "Cesar" y alias "Gafas" les iban a dar nuevas identidades en España, Francia o Suiza.
Farfán fue pedido en extradición por el gobierno de los Estados Unidos, pero la Corte Suprema de Justicia de Colombia la negó el 4 de febrero de 2009.
Ese año, Farfán fue enjuiciado y condenado a 27 años de prisión por el secuestro de Íngrid Betancur y su involucramiento en la toma de Mitú de 1998. No obstante, fue liberado en 2017 como parte de los acuerdo de paz entre el gobierno colombiano y las FARC-EP.
Posteriormente continuaría delinquiendo como parte de las disidencias de las FARC-EP, por lo que es recapturado en diciembre de 2022, siendo recluido en la cárcel La Picota y perdiendo los beneficios del proceso de paz. En septiembre de 2023 es liberado tras ser nombrado gestor de paz por el presidente Gustavo Petro.